# Редкие заболевания
Редкие заболевания, орфанные заболевания (англ. rare disease, orphan disease) — заболевания, затрагивающие небольшую часть популяции. Для стимуляции их исследований и создания лекарств для них (орфанные препараты) обычно требуется поддержка со стороны государства.
Многие редкие заболевания являются генетическими, и, следовательно, сопровождают человека в течение всей жизни, даже если симптомы проявляются не сразу. Многие редкие болезни возникают в детстве, и около 30 % детей с редкими заболеваниями не доживают до 5 лет.
Не существует какого-то единого уровня распространенности заболевания в популяции, при котором его начинают считать редким.  Заболевание может быть редким в одной части мира или среди какой-то группы людей, но при этом часто встречающимся в других регионах или среди других групп людей.

## Определение
Не существует единого, широко принимаемого определения редких заболеваний. Некоторые определения полагаются на количество людей, живущих с заболеванием, другие могут включать иные факторы, например, доступность лечения болезни или возможность облегчения её течения.
В США Акт о редких заболеваниях (Rare Disease Act) 2002 года определяет редкие болезни как «болезни или состояния, затрагивающие менее 200000 людей в США» («any disease or condition that affects less than 200,000 persons in the United States»), или примерно 1 человека из 1500. Такое определение очень близко к определению из Закона об орфанных препаратах («Orphan Drug Act») от 1983, федерального закона, написанного, чтобы стимулировать исследования редких болезней и разработку лекарств от них.
В Японии редкие болезни определяются как болезни, затрагивающие менее 50000 пациентов в Японии, или около 1 среди 2500. Однако European Commission on Public Health определяет редкие болезни как угрожающие жизни или хронические серьёзные болезни, имеющие настолько низкий уровень в популяции, что для их изучения и борьбы с ними требуются специальные общие усилия «life-threatening or chronically debilitating diseases which are of such low prevalence that special combined efforts are needed to address them.» Низкий уровень в популяции обычно соответствует менее чем 1 из 2000. Болезни, не являющиеся угрожающими жизни, серьёзными хроническими, либо адекватно излечимыми, исключаются из определения.
В России редкими предлагается считать заболевания с "распространенностью не более 10 случаев на 100 000 человек".
В медицинской литературе приняты сходные определения с уровнем распространенности от 1 из 1000 до 1 из 200000.

## Статистика в России
В список орфанных болезней в России Минздравсоцразвития первоначально внес 86 заболеваний. Количество россиян с этими болезнями оценивалось в чуть менее чем 13 тыс. человек.
Однако постепенно перечень таких заболеваний расширялся и по состоянию на 7 мая 2014 года Минздравом РФ в список включены 215 заболеваний.

## Статистика в мире
Организация EURORDIS оценивает, что существует от 5 тысяч до примерно 7 тысяч различных редких заболеваний. Хотя для каждого из них встречаемость в популяции будет низкой, совокупно редкими болезнями болеет от 6 до 8 процентов жителей Евросоюза.
Среди различных популяций встречаемость редких болезней будет различна, т.е. болезнь, редкая в одной популяции может быть часто встречаемой среди других популяций. Особенно это характерно для генетических и инфекционных заболеваний. Например, муковисцидоз (кистозный фиброз) — генетическое заболевание, редкое для многих частей Азии, но достаточно частое в Европе и бывших европейских колониях. В малых странах или популяциях Эффект основателя может привести к тому, что болезнь, редкая в большинстве мировых популяций, становится очень частой для данного сообщества. Многие инфекционные заболевания часто встречаются на какой-либо определенной территории и редки в других местах планеты. Иные виды заболеваний, например, редкие формы рака, не имеют каких-то неоднородностей в встречаемости и являются просто редкими. Например, любые формы рака у детей считаются редкими, поскольку рак развивается у небольшого количества детей. 
Большая часть редких болезней — генетические, и, следовательно, хронические. EURORDIS оценивает, что как минимум 80% редких болезней имеет связанные с ними генетические отклонения. 

## Поддержка
С 2008 года последний день февраля объявлен днём редких заболеваний.

## Списки
- Rare Diseases Terms // NIH  (англ.)